# Graafschap Ortenburg
Het graafschap Ortenburg was een tot de Beierse Kreits behorend graafschap binnen het Heilige Roomse Rijk. Het graafschap had rond 1800 een oppervlakte van 110 km².
De graven van Ortenburg in Beieren speelden in de middeleeuwen een belangrijke rol. Van 1090 tot 1096 en van 1103 tot 1170 waren zij markgraaf van Istrië. Verder waren zij van 1122 tot 1276 hertog van Karinthië. Ook hadden zij uitgestrekte bezittingen in Beieren. Na 1241 verloren zij vrijwel alle gebieden, op het graafschap Ortenburg na.
De graven van Ortenburg worden sinds 1347 vermeld als behorende tot de standen van het hertogdom Beieren. Sinds 1521 werden ze vermeld in de lijsten van het Rijk die de basis vormden voor de inning van de belastingen onder de standen die rijksvrij waren. De hertogen van Beieren bestreden de rijksvrije status van de graven met kracht, vooral nadat graaf Joachim van Ortenburg in 1563 de Reformatie invoerde. Op 4 maart 1573 sprak het Rijkskamergerecht echter uit dat het graafschap rijksvrij was. Op 12 april 1602 werd deze status door Beieren erkend.
Pogingen om het graafschap Kriechingen te verwerven na het uitsterven van het gelijknamige gravenhuis in 1697 mislukten. De graven hebben nog wel een lange tijd de titels en wapen gevoerd. Sinds 1698 hadden de graven een zetel op de bank van de graven van de Wetterau in de Rijksdag.
Op 28 augustus 1805 tekende de graaf van Ortenburg onder sterke druk van Beieren een verdrag, waarbij het graafschap werd geruild tegen de ambten Tambach en Seßlach. Hierdoor ontstond het graafschap Ortenburg-Tambach. Op 20 januari 1806 nam de graaf het nieuwe graafschap in bezit.
Het ambt Tambach behoorde tot 1803 tot het prinsbisdom Bamberg en het ambt Seßlach tot het prinsbisdom Würzburg.
Bij de toetreding van Würzburg tot de Rijnbond op 25 september 1806 werd het graafschap onder de soevereiniteit gesteld van het nieuwe groothertogdom Würzburg: de mediatisering.
Door het verdrag van Parijs van 26 mei 1810 tussen het koninkrijk Beieren en het groothertogdom Würzburg kwam Seßlach bij Würzburg en Tambach bij Beieren.
Door het Congres van Wenen van 1815 werd Würzburg en dus ook Seßlach met Beieren herenigd.

## Bezit tot 1805
- markt Ortenburg
- sloten Alt- en Neu-Ortenburg
- dorpen Söldenau en Königbach
- delen van de gemeenten Dorfbach en Voglarn

## Regenten
| regering  | naam                | geboren    | overleden | familie                        |
| --------- | ------------------- | ---------- | --------- | ------------------------------ |
| 1524-1559 | Sebastiaan II       |            | 26-8-1559 |                                |
| 1559-1600 | Joachim             |            | 19-3-1600 | zoon van broer                 |
| 1600-1603 | Hendrik X           | 6-11-1556  | 30-7-1603 | achterkleinzoon van grootvader |
| 1603-1658 | Frederik Casimir    | 23-1-1591  | 2-3-1658  | zoon                           |
| 1658-1664 | Georg Reinhard      | 1607       | 4-9-1666  | volle neef                     |
| 1664-1684 | Christiaan          | 28-11-1616 | 11-4-1684 | broer                          |
| 1684-1702 | Georg Philip        | 10-9-1655  | 5-2-1702  | zoon van Georg Reinhard        |
| 1702-1725 | Johan Georg         | 14-12-1686 | 4-12-1725 | zoon                           |
| 1725-1776 | Karel III           | 3-2-1715   | 1-3-1776  | zoon                           |
| 1776-1787 | Karel Albrecht      | 30-6-1743  | 5-2-1787  | zoon                           |
| 1787-1806 | Jozef Karel Leopold | 30-8-1780  | 28-3-1831 | zoon                           |